# هرمان شتاودنغر
هرمان شتاودنغر (بالألمانية: Hermann Staudinger) هو كيميائي ألماني ولد في 23 مارس 1881 وتوفي في 8 سبتمبر 1965.
بدأ في سنة 1926 بالتدريس في جامعة فرايبورغ. في سنة 1934 حاول الحصول على الجنسية لسويسرية فقام مارتن هايدغر بالوشاية به إلى عميد الجامعة لكونه شخص سلمي مختبأ. طلب منه الاستقالة فرفض فتم إبعاده لتجنب الفضيحة قام بسلسلة من البحوث القيمة في كيمياء الجزيئات الكبيرة خاصة على الجزيئات المتراكبة أو المعقدة مثل السيليولوز والمطاط مما كان له أثر كبير في تطوير صناعة اللدائن.
تحصل سنة 1953 على جائزة نوبل في الكيمياء.

## روابط خارجية
- هرمان شتاودنغر على موقع الموسوعة البريطانية (الإنجليزية)
- هرمان شتاودنغر على موقع مونزينجر (الألمانية)
- هرمان شتاودنغر على موقع إن إن دي بي (الإنجليزية)